# Богданці (Силістринська область)
Бо́гданці (болг. Богданци) — село в Силістринській області Болгарії. Входить до складу общини Главиниця.

## Населення
За даними перепису населення 2011 року у селі проживали 613 осіб.
Національний склад населення села:
| Національність   | Кількість осіб | Відсоток |
| ---------------- | -------------- | -------- |
| турки            | 241            | 56,2%    |
| болгари          | 109            | 25,4%    |
| цигани           | 77             | 17,9%    |
| Всього відповіли | 429            |          |

Розподіл населення за віком у 2011 році:
Динаміка населення: